# Curchy
Curchy é uma comuna francesa na região administrativa de Altos da França, no departamento de Somme. Estende-se por uma área de 9,63 km². Em 2010 a comuna tinha 309 habitantes (densidade: 32,1 hab./km²).